# Ruisseau de Laste
Le ruisseau de Laste est une rivière française qui coule dans le département des Landes. C'est un affluent de la Leyre. 

## Géographie
De 17,2 km de longueur, le ruisseau de Laste prend sa source dans les Landes de Gascogne, commune de Sabres, sous le nom de ruisseau du Séneton, prend le nom de ruisseau de Bordes de Brin puis celui de ruisseau de Laste avant de se jeter en rive droite dans l'Eyre sur la commune de Commensacq, département des Landes.

## Principaux affluents
- Ruisseau de Pépaïns : 5.5 km
- Ruisseau du Barrail : 7 km
- Ruisseau de Peynu : 3.3 km
- Ruisseau du Maure : 7 km

## Communes traversées
- Landes : Commensacq, Trensacq, Sabres